# Цзинхэ (река)
Цзинхэ (кит. упр. 泾河, пиньинь Jīng Hé) или Цзиншуй (кит. упр. 泾水) — река в китайских провинциях Ганьсу и Шэньси, главный приток реки Вэйхэ. Длина — 455 км, площадь водосборного бассейна — 45 000 км².
Река берёт своё начало на хребте Люпаньшань в уезде Цзинъюань городского округа Гуюань Нинся-Хуэйского автономного района, после чего течёт на юго-восток, пересекая северо-восточную часть провинции Ганьсу, и в районе Гаолин города Сиань провинции Шэньси впадает в Вэйхэ.
Согласно китайской мифологии, рекой Цзинхэ правит Лун-ван.